# گل اسکلتی
گل اسکلتی (نام علمی: Diphylleia grayi)، گونه‌ای از گیاهان چندساله از خانواده زرشکیان است. بومی شمال و مرکز ژاپن است.

## شرح
این گیاه تا ۴۰ سانتی‌متر رشد کرده و از ژوئن تا ژوئیه گل می‌دهد پس از گل‌دادن، میوه‌های آبی مایل به بنفش تیره با پوشش پودری سفید به بار می‌آورد. این گیاه دارای گلبرگ‌های سفید است که در تماس با آب شفاف می‌شوند و نام رایج گیاه از این ناشی می‌شود. پس از خشک شدن، گلبرگ‌ها دوباره سفید می‌شوند.

## پراکندگی و زیستگاه
این گیاه از شمال تا مرکز هونشو، هوکایدو، کوه دایزن و ساخالین توزیع شده است. در مکان‌های کمی مرطوب در جنگل‌های کوه‌های مرتفع رشد می‌کند.

## در فرهنگ عامه
هنرمند کره‌ای کیم جونگ هیون، یکی از اعضای گروه پسر بچه شاینی، آهنگی با عنوان "Diphylleia Grayi" را در سال ۲۰۱۵ به‌عنوان بخشی از آلبوم خود استوری آپ (Story Op.1) نوشت و منتشر کرد. ترکیب "Diphylleia Grayi" از استعاره دو برگی به‌عنوان شخصیت مبارزه داخلی و خارجی استفاده می‌کند. در سپتامبر ۲۰۱۵، جونگهیون کتاب خود را گل اسکلت: چیزهایی که رها شده و آزاد شده‌اند ارائه کرد.

## نگارخانه

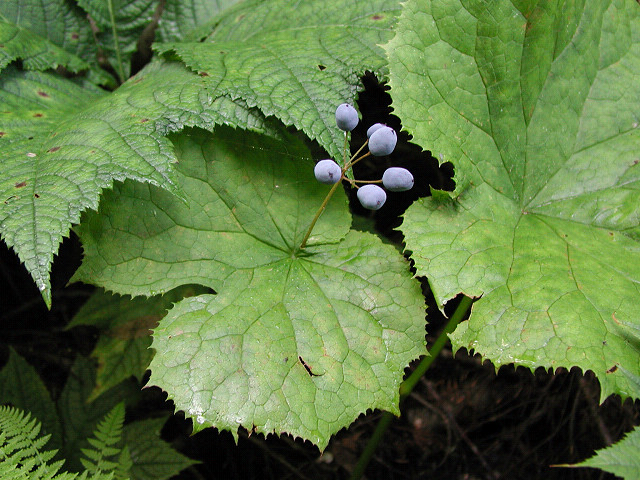
میوه‌ها و برگ‌ها
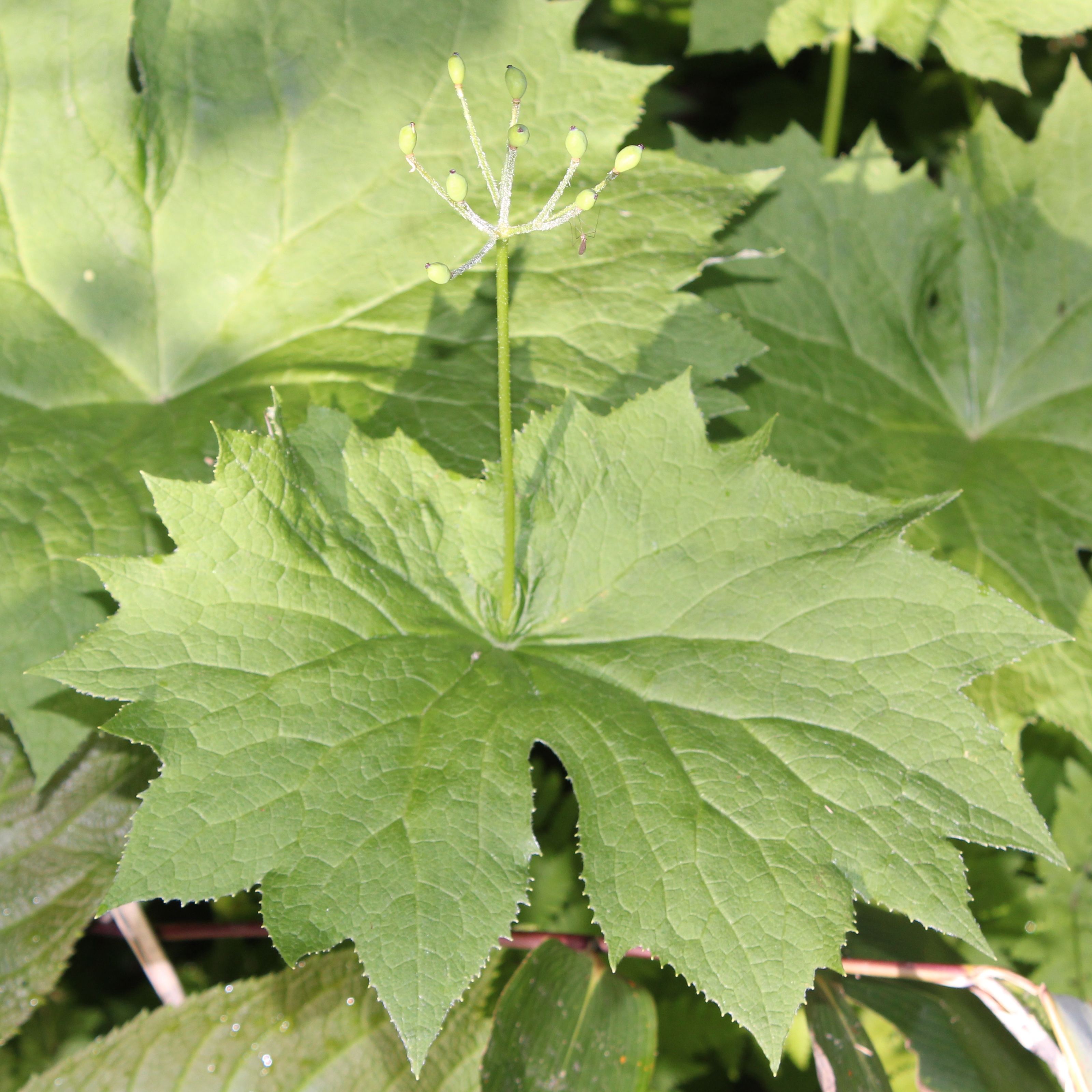
برگ‌های دوتایی
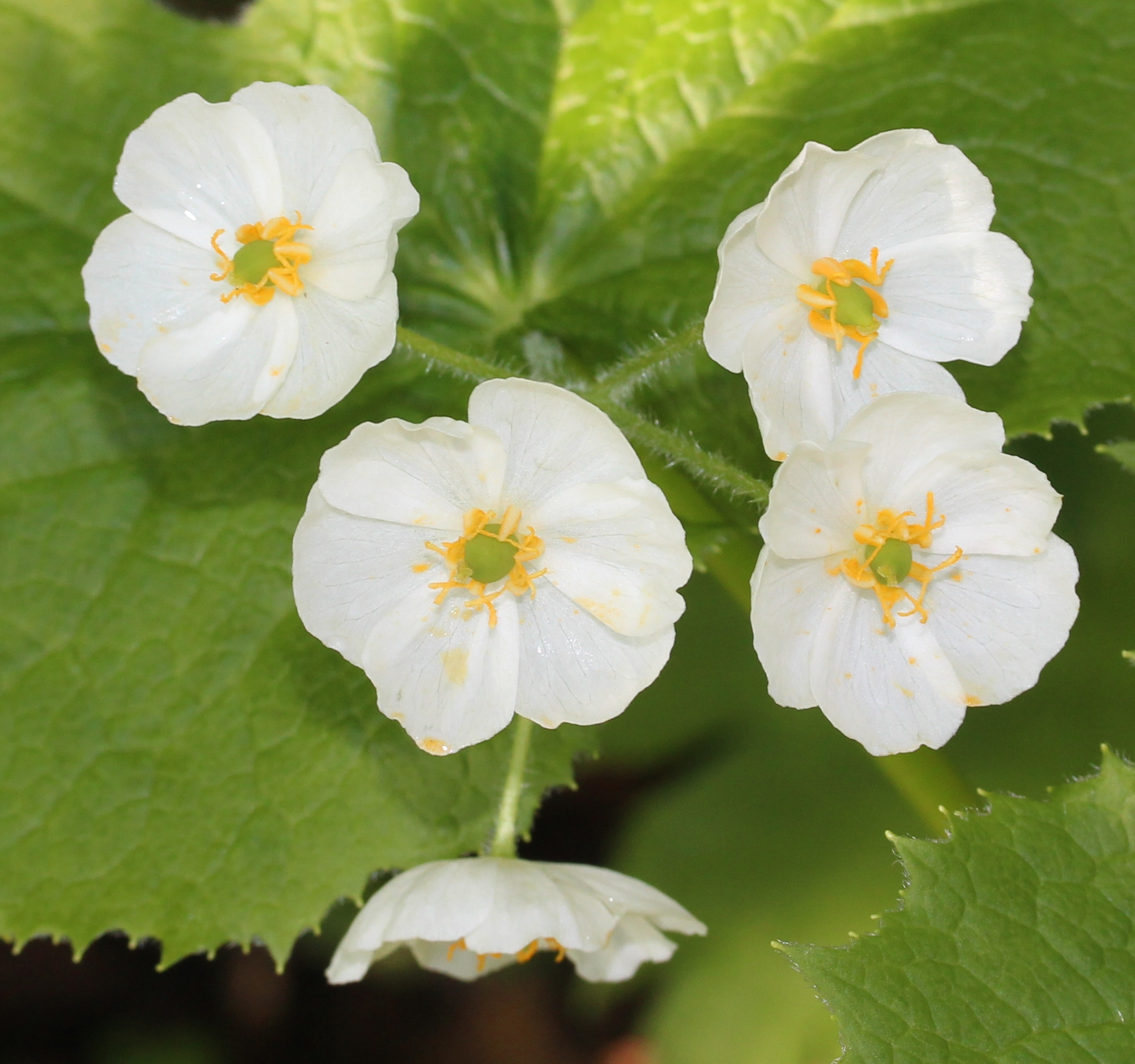
گل‌ها
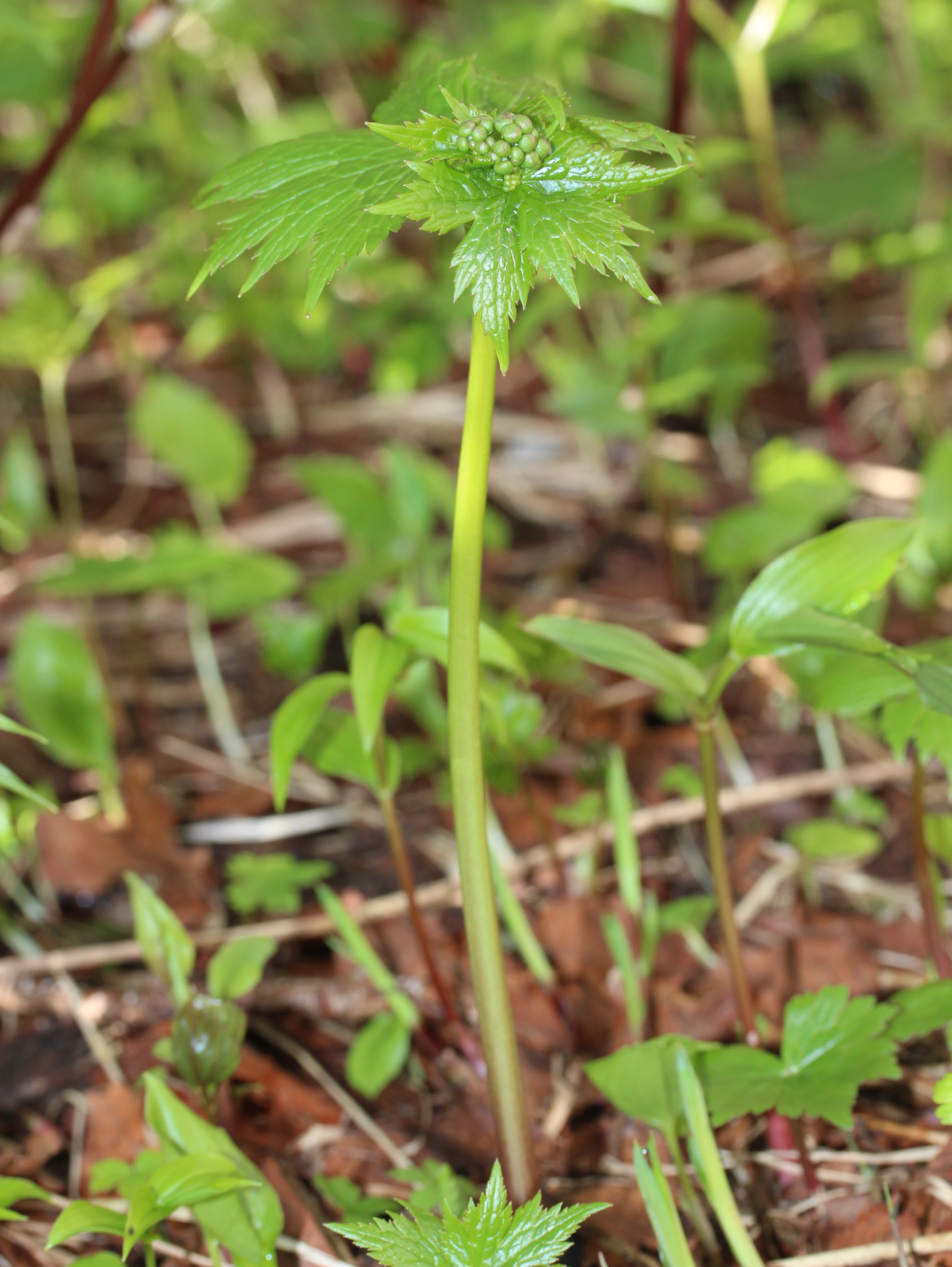
گیاه جوان
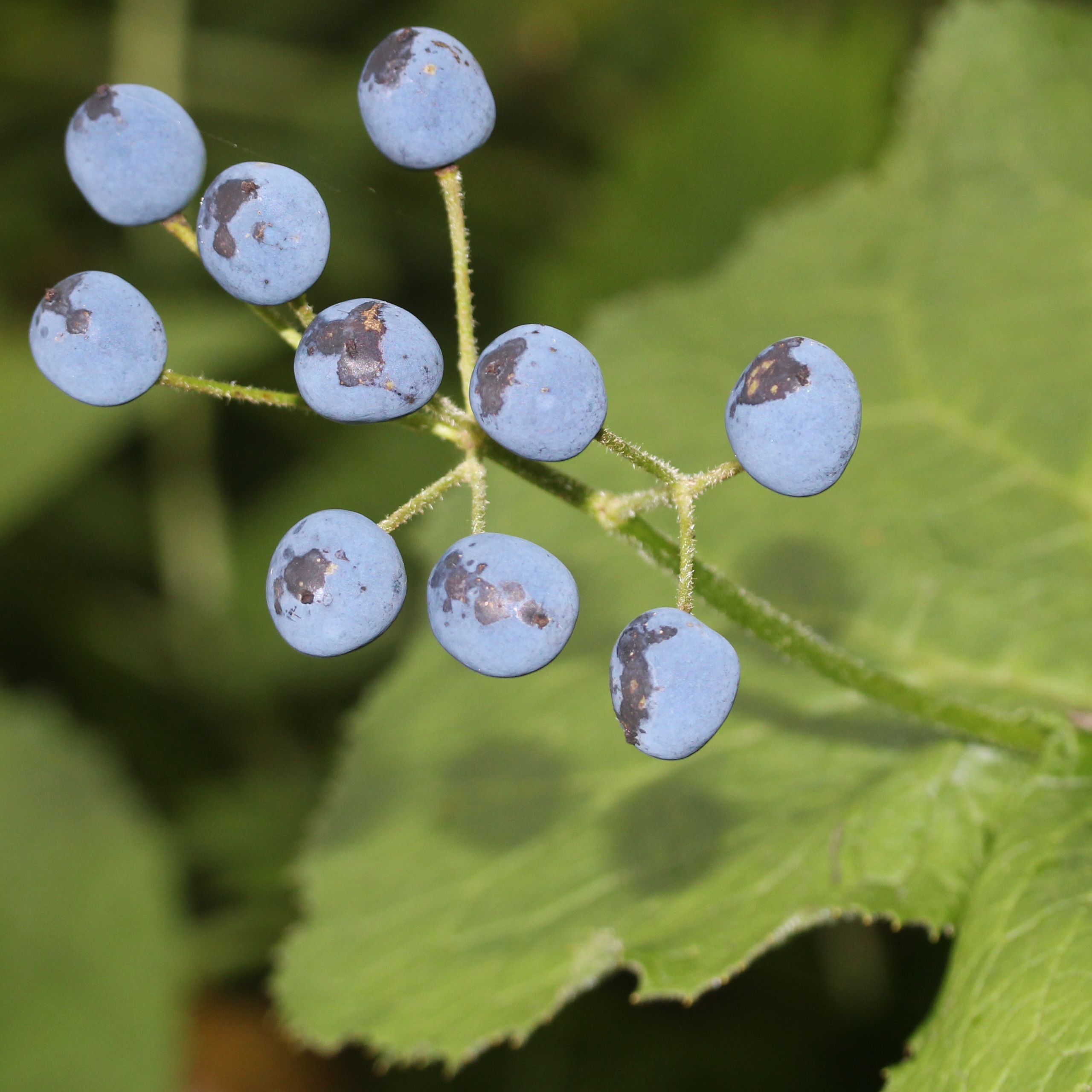
میوه‌های آبی‌بنفش